# WarioWare: Get It Together!
WarioWare: Get It Together! es un videojuego de fiesta de minijuegos desarrollado conjuntamente por Nintendo EPD e Intelligent Systems para Nintendo Switch . Es la décima entrega de la serie WarioWare, después de WarioWare Gold (2018) para Nintendo 3DS, y se anunció en el E3 2021 durante la presentación de Nintendo Direct . Se lanzó una demostración del juego en Nintendo eShop el 19 de agosto de 2021. El juego se lanzó en todo el mundo el 10 de septiembre de 2021.

## Gameplay
Get It Together! continúa la tradición de la serie WarioWare de encargar a los jugadores que completen conjuntos de "microjuegos", cada uno de los cuales requiere que el jugador complete un objetivo en solo unos segundos. En este juego, Wario y sus amigos han sido absorbidos dentro de su último dispositivo de juego, lo que significa que deben participar en los microjuegos.
Como tal, el juego tiene hasta dos jugadores que controlan un grupo de personajes, alternando aleatoriamente entre ellos entre Microjuegos. Los personajes se controlan con la palanca direccional y un solo botón, y cada personaje se comporta de manera diferente en la forma en que se mueve y las acciones que puede realizar. Por ejemplo, Wario vuela en un jetpack y puede realizar una carga de hombro, Mona alterna entre montar automáticamente su scooter y controlar un boomerang en el aire, y 18-Volt dispara discos desde una posición estacionaria y solo puede moverse enganchándose a los anillos. Estas habilidades únicas significan que cada personaje tiene diferentes formas de completar el mismo microjuego. Por ejemplo, un microjuego que requiere hacer girar un molino de viento se puede eliminar empujando el molino de viento físicamente o golpeándolo con proyectiles. Se pueden desbloquear hasta 20 personajes diferentes para seleccionarlos.
Hay minijuegos estilo fiesta para hasta cuatro jugadores fuera del modo historia. También hay un modo clasificado en el juego llamado Wario Cup que presenta varios desafíos diferentes.
El jugador puede dar regalos (llamados prezzies en el juego) a los distintos personajes jugables para subir de nivel. Subir de nivel a un personaje hará que aumente la puntuación base, lo que puede beneficiar al jugador en la Copa Wario. El jugador también podrá personalizar la apariencia del personaje jugable de su elección. Los prezzies se pueden obtener en el emporio y por otros medios.

## Historia
El juego comienza con Wario y sus amigos en su empresa WarioWare Inc. cuando Wario termina el juego que han estado desarrollando. Sin embargo, cuando intenta iniciarlo, la consola no se enciende, para gran confusión de Wario y sus amigos. Molesto, Wario lanza la consola al aire y él, junto con sus amigos, son absorbidos por el juego. 
Cuando se despierta, descubre que su juego está plagado de "Errores del juego", que causan corrupción y fallas en los niveles del juego. Wario y sus amigos tienen que destruir a estos errores superando sus respectivos niveles.
Eventualmente, el grupo derrota el error final del juego y "El Desarrollador Supremo", una figura divina con la nariz y el bigote de Wario, se les aparece y les dice que trajo a Wario y sus amigos al juego para eliminar a los errores del juego. Luego le dice al grupo que son libres de irse. Cuando regresan, los amigos de Wario reflexionan sobre qué causó que el juego se volviera tan plagado de errores. Wario luego les revela que los errores son el resultado de sus malas habilidades de programación, para su enojo. Sin embargo, en ese momento, Wario se da cuenta de que tres de los empleados de WarioWare Inc. todavía están atrapados en el juego, y el grupo vuelve al juego para encontrarlos.
Al volver a ingresar al mundo del juego, el Desarrollador Supremo le dice al grupo que sus amigos han sido capturados, aunque lo hizo una figura misteriosa y no los errores del juego. Luego avanzan a través de una serie de rascacielos en los que sus amigos están atrapados, los tres tienen un tesoro dentro de ellos, para alegría de Wario. Cuando finalmente se han recolectado las tres piezas del tesoro, el grupo encuentra una nota que los desafía a combinar el tesoro. Con la ayuda de Penny, un personaje que actualmente está en el mundo real probando una pistola de agua que usa como mochila propulsora, combinan los tesoros que se convierten en una regadera que usan para hacer crecer un tallo gigante, aunque desaparece después (lo que molesta a Wario). Suben al tallo y derrotan al jefe final, que resulta ser Pyoro, el personaje principal de una serie de juegos ficticios dentro del universo del juego, que ingresó al juego de Wario desde su propio juego porque quería divertirse. Wario, molesto, codicioso y con ganas de tesoros, molesta a Pyoro para que le pida más, y se angustia al descubrir que no tiene ninguno, de lo que se queja.

## Doblaje
| Personaje     | Seiyū              | Actor de voz original | Doblaje en Hispanoamérica | Doblaje de España  |
| ------------- | ------------------ | --------------------- | ------------------------- | ------------------ |
| Wario         | Hironori Kondō     | Charles Martinet      | Óscar Flores              | Ramón Canals       |
| Young Cricket | Ryōta Suzuki       | Robbie Daymond        | Moisés Iván Mora          | Jaume Aguiló       |
| 18-Volt       | Subaru Kimura      | Edward Bosco          | Alfonso Obregón           | Rafael Parra       |
| Mona          | Ruriko Aoki        | Stephanie Sheh        | Analíz Sánchez            | Clara Schwarze     |
| Dribble       | Yuma Kametani      | Kyle Herbert          | Carlos Segundo            | Jordi Salas        |
| Spitz         | Kazuya Yamaguchi   | Griffin Puatu         | Moisés Iván Mora          | David Jenner       |
| Dr. Crygor    | Kensuke Matsui     | Kyle Herbert          | Beto Castillo             | David Jenner       |
| 9-Volt        | Makoto Koichi      | Melissa Hutchison     | Cristina Hernández        | Clara Schwarze     |
| Mike          | Ryōta Suzuki       | Robbie Daymond        | Alan Bravo                | Jordi Salas        |
| Kat           | Maya Enoyoshi      | Stephanie Sheh        | Annie Rojas               | Anna Orra          |
| Ana           | Yui Matsuyama      | Fryda Wolff           | Annie Rojas               | Anna Orra          |
| Jimmy T.      | Yuma Kametani      | Vegas Trip            | Carlos Segundo            | Rafael Parra       |
| Ashley        | Akaya Fukuhara     | Erica Lindbeck        | Cristina Hernández        | Carmen Calvell     |
| Orbulon       | Shinya Hamazoe     | Robbie Daymond        | Alfonso Obregón           | Jaume Aguiló       |
| 5-Volt        | Ruriko Aoki        | Cristina Vee          | Circe Luna                | Carmen Calvell     |
| Red           | Mako Muto          | Tyler Shammy          | Analíz Sánchez            | Anna Orra          |
| Master Mantis | Shinya Hamazoe     | Owen Thomas           | Beto Castillo             | Jordi Salas        |
| Lulú          | Mako Muto          | Alex Cazares          | Nicolle González          | Clara Schwarze     |
| Penny         | Maya Enoyoshi      | Fryda Wolff           | Circe Luna                | Anna Orra          |
| Fronk         | Kazuya Yamaguchi   | Todd Haberkorn        | Alan Bravo                |                    |
| Leo           | Makoto Koichi      | Todd Haberkorn        | Circe Luna                | Clara Schwarze     |
| Pyoro         | Masanobu Matsunaga | Masanobu Matsunaga    | Masanobu Matsunaga        | Masanobu Matsunaga |

Nota: Gerardo Alonso no retoma a Wario, siendo reemplazado por Óscar Flores.

## Recepción
WarioWare: Get It Together! recibió "críticas generalmente favorables" según Metacritic.
A Game Informer le gustó que los microjuegos los llamaran "creativos", pero sintió que la necesidad del juego de hacer que todos los personajes pudieran jugar cada juego limitaba la variedad del juego. Elogiando el modo historia, Nintendo Life descubrió que ayudó a presentar al jugador a cada personaje y sus habilidades, y escribió que el uso de personajes "sube la apuesta en términos de la locura característica de la serie y la cantidad de formas en que tienes que interactuar con eso". A Eurogamer le gustaron los nuevos microjuegos y dijo que cambiaron de "dibujos lineales en un minuto, anime al siguiente, acuarelas: es un derroche de imaginación".
En general, mientras disfrutaba de la cooperativa que ofrecía el juego, The Washington Post escribió que algunos personajes tenían mejores movimientos y habilidades, y lo describió como "no mucho antes de que comenzara a apegarme a los mismos tres o cuatro personajes siempre que fuera posible, como aquellos con una gama más amplia de el movimiento y el acceso a los proyectiles definitivamente tenían una ventaja". TouchArcade se mezcló con el juego, le gustaron los microjuegos y el final, pero sintió que no había suficientes coleccionables o juegos nuevos para desbloquear "El mayor fastidio, para mí, es la falta general de minijuegos y juguetes desbloqueables interesantes... como en Get It Together! se siente un poco deprimente".
GameSpot elogió el arte, especialmente los nuevos modelos de personajes, y dijo que "cobraron vida aquí con nuevos modelos 3D que mantienen el aspecto del arte basado en sprites de sus encarnaciones originales mientras animan con mayor fluidez". PCMag disfrutó de las peleas contra jefes, sintiendo que eran un buen cambio de ritmo con respecto a los microjuegos, "Estos juegos no solo son divertidos, sino que ponen a prueba tu capacidad para leer rápidamente una situación e intuir qué hacer". Si bien elogió los nuevos modos cooperativos, a VG247 no le gustaron los modos limitados para un jugador y escribió que "la duración de las opciones para un jugador [es] un poco escasa". Destructoid se mostró positivo con la idea de diferentes personajes, pero escribió que muchos de ellos eran muy similares entre sí, "Realmente desearía que se hiciera más para diferenciar algunos personajes, porque el recuento bruto es bastante alto, pero similar a los 'clones'. en los juegos de Warriors, ese número se reduce un poco en la práctica".
El juego fue nominado a Mejor juego familiar en The Game Awards 2021.
A partir del 31 de marzo de 2022, WarioWare: Get It Together! había vendido 1,27 millones de copias en todo el mundo.